# Rocas Giras
Las Rocas Giras o Gireas (Γυραι) son un promontorio rocoso ubicado en el mar Egeo. Hesiquio las localizaba cerca de la isla de Miconos.
En ese lugar, según la Odisea, pereció Áyax el Menor, hijo de Oileo, rey de Lócride. La leyenda dice que el cuerpo sin vida de Áyax y el tridente con el que lo había atravesado Poseidón se convirtieron en la roca más alta del promontorio.